# Mabea
Mabea es un género de plantas con flores perteneciente a la familia Euphorbiaceae. Se encuentra en Américay tiene unas 40 especies. Es originario de América tropical.

## Descripción
Son árboles o arbustos, con látex lechoso; plantas monoicas. Hojas alternas, simples, más o menos oblongas, pinnatinervias; cortamente pecioladas. Flores en tirsos espiciformes bisexuales, terminales, simples o en panículas; flores estaminadas en grupos de 3 en los nudos superiores, las brácteas subyacentes con 2 glándulas, cáliz 5-lobado, pétalos y disco ausentes, estambres pocos a numerosos, anteras pareciendo ser sésiles sobre el receptáculo; flores pistiladas solitarias en los nudos inferiores, cáliz 6-lobado, pétalos y disco ausentes, ovario 3-locular, 1 óvulo por lóculo, estilos 3, enteros, connados en la base, libres arriba. Fruto una cápsula 3-lobada; semillas 3, ovoides o ligeramente comprimidas lateralmente, lisas, carunculadas.

## Taxonomía
El género fue descrito por Jean Baptiste Christophore Fusée Aublet y publicado en Histoire des Plantes de la Guiane Françoise 2: 867. 1775. La especie tipo es: Mabea piriri Aubl. 	

## Especies seleccionadas
1. Mabea anadena - Perú, Bolivia, estado   Amazonas (Brasil).
2. Mabea angularis  - Guyana, Perú, norte de Brasil
3. Mabea angustifolia  - Perú, Bolivia, Brasil
4. Mabea anomala  - Colombia, Venezuela, norte de Brasil
5. Mabea arenicola  - Cuenca amazónica
6. Mabea biglandulosa - Monte Roraima, Roraima
7. Mabea caudata - Guyana, Surinam
8. Mabea chocoensis  - Colombia
9. Mabea elata  - Ecuador, Perú
10. Mabea elegans  - Bolivia, estado  Amazonas (Brasil)
11. Mabea excelsa  - Veracruz, Chiapas, América central
12. Mabea fistulifera  - Brasil, Bolivia, Paraguay
13. Mabea frutescens - sureste de  Colombia, estado  Amazonas (Venezuela)
14. Mabea gaudichaudiana  - São Paulo
15. Mabea glaziovii - noreste de Brasil
16. Mabea jefensis - Panamá
17. Mabea klugii - desde Nicaragua a Perú
18. Mabea linearifolia  - estado  Amazonas (Venezuela)
19. Mabea longibracteata - estado  Amazonas (Venezuela), estado  Amazonas (Brasil)
20. Mabea macbridei  - Colombia, Ecuador, Perú
21. Mabea macrocalyx - Venezuela
22. Mabea montana - América central, noroeste de  Suramérica, Trinidad
23. Mabea nitida  noroeste de  Suramérica, Belice
24. Mabea occidentalis - deste el  centro  México al  centro de  Brasil
25. Mabea ovata - Pará
26. Mabea paniculata - Pará, Mato Grosso, La Paz (Bolivia), Paraguay
27. Mabea piriri - desde Costa Rica hasta  Brasil
28. Mabea pohliana - Brasil, Bolivia
29. Mabea pulcherrima - norte y noroeste de Suramérica
30. Mabea rubicunda - Sierra de Pacaraima
31. Mabea salicoides estado de Amazonas (Brasil), Guayana francesa
32. Mabea speciosa  - norte y noroeste de  Surámerica
33. Mabea standleyi  - Colombia, Ecuador, Perú, Acre
34. Mabea subserrulata  - estado  Amazonas (Brasil)
35. Mabea subsessilis  - Cuenca Amazónica
36. Mabea taquari  - Trinidad, noreste de Suramérica
37. Mabea tenorioi  - Oaxaca
38. Mabea trianae  - Colombia, Venezuela
39. Mabea uleana - estado  Amazonas (Brasil).[4]